# Andrés Filomeno Mendoza Celis
Andrés Filomeno Mendoza Celis (29 de novembro de 1947, Zimatlán de Álvarez, Oaxaca) é um açougueiro, canibal e assassino em série do México condenado à prisão perpétua pela morte de 17 mulheres, uma criança e um homem na cidade de Atizapan de Zaragoza. Ele é também chamado de Monstro de Atizapan ou Canibal de Atizapan e é considerado o maior feminicida e o maior serial killer do país.
A polícia estima que o número de vítimas possa, inclusive, chegar a 50 (ou mesmo ser indefinido) e que ele tenha atuado durante três décadas.
A esposa de um policial havia desaparecido, então o policial resolveu pedir acesso as câmeras dos lugares que ela passava e o último local em que ela foi vista entrando, foi na casa de Andrés. O policial então, foi até a casa de Andrés e encontrou Andrés.
"Pratos à base de carne, como o burrito, um prato com carne e arroz, carne enchilada, chilli com carne ou carnitas eram algumas das receitas que Celis produzia com os despojos humanos das mulheres assassinadas. Ele também tinha preferência por fazer costelas e bistecas fritas", reportou a Revista Fórum, adicionando que ele servia seus pratos aos vizinhos e até a policiais".
"Ele era uma pessoa muito cruel", disse o advogado e roteirista Javier Tejado Dondé, que produziu um documentário sobre o caso.
A CNN Portugal o chamou de "o mais perigoso feminicida da história do México".

## Biografia

A cidade onde os crimes aconteceram

Conhecido como  "El Chino" no bairro onde morava, o açougueiro e morador do número 22 na Rua Margarita era considerado um bom vizinho, que gostava de conversar, beber e dançar nos bares locais. Ele chegou a ser presidente do Conselho de Participação Cidadã do bairro Lomas de San Miguel e fez parte da equipe de campanha política de Pedro Rodríguez Villegas, que concorreu ao cargo de presidente municipal de Atizapán de Zaragoza pela coalizão Va Por México.
O El Universo relata, no entanto, que algumas pessoas chegaram a desconfiar de Andrés por ele ficar extremamente alterado quando bebia, ser um pervertido viciado em pornografia e porque às vezes um cheiro queimado e ruim emanava de sua casa.

## Os crimes
No dia 14 de maio de 2021, Reyna González Amador disse ao marido que sairia com Celis, um conhecido da família, para comprar peças de celulares para revender. No entanto, como ela não voltou para casa, seu marido, o policial Bruno Ángel Portillo, começou a procurá-la e acabou indo até a Rua Margarita no dia seguinte, 15 de maio, para ver se descobria seu paradeiro. Andrés tentou evitar a entrada de Bruno, que, desconfiado, forçou a porta e se deparou com uma cena de terror dentro da residência: em cima de uma mesa, o corpo desmembrado de uma mulher junto com documentos, roupas e outros objetos femininos. Era justamente Reyna, sua esposa.

### Vítimas
19 vítimas são atribuídas a Celis, sendo que seis foram identificadas: Berenice,  Alyn, Gardenia, Flor, Ribuicela e Reyna.
No entanto, com base em anotações encontradas em sua casa, a polícia estima que o número de vítimas possa ser de 30 a 50 pessoas. Ele "assassinou um número ainda indefinido de mulheres", escreveu o El Universal Oaxaca.

### Perfil das vítimas
Ele preferia abordar mulheres da classe média-baixa, de meia idade, baixinhas e gordinhas. “Ele se aproveitou de um certo grupo de mulheres vulneráveis, com deficiências econômicas, soube escolher suas vítimas, pessoas vulneráveis, sozinhas, por isso não foi descoberto antes”, disse um policial de Atizapán, reporta o El Universal Oaxaca.

### Modus operandi
Celis geralmente abordava as mulheres nos bares que frequentava, oferecendo-lhes emprego ou mesmo dinheiro. No entanto, algumas vezes ele também teria usado de violência para fazer com que elas o acompanhassem até sua casa, quando elas o recusavam após tentativas de sedução.
Uma vez em sua casa, as vítimas eram mortas e seus corpos desmembrados. Celis guardava a pele do rosto e o couro cabeludo das mulheres como uma espécie de troféu.
Não foi possível precisar se as vítimas também foram estupradas.

## Prisão
Aos  72 anos de idade, Andrés foi preso pelo policial Bruno Ángel Portillo em 15 de maio de 2021.

## Investigações
Nos dias que se seguiram à descoberta macabra, dezenas de policiais trabalharam no local para coletar provas, tendo sido necessário o uso de martelos hidráulicos para quebrar o solo e desmontar parcialmente a estrutura de concreto e o telhado de zinco para que os especialistas forenses pudessem examinar minuciosamente o local.
Ao final das investigações, os policiais tinham em mãos cerca de 4.500 restos de ossos, fitas de vídeo em formato VHS, objetos das vítimas e cadernos onde ele havia anotado detalhes de cada um dos crimes.
Além disto, vários livros de gastronomia também foram encontrados em sua residência, reportou a Revista Fórum.

## Julgamento e pena
Andrés foi a julgamento em março de 2022 e condenado a 70 anos de prisão, o que no México equivale à prisão perpétua.
Ele cumpre pena na prisão de alta segurança de Tenango del Valle.

## Curiosidade
Em meados de 2022, com apoio da Corte Suprema do México, o advogado Javier Tejado Dond lançou o o documentário Caníbal, indignación total, com o objetivo de conscientizar os mexicanos sobre a alta taxa de feminicídios no país.
Até o início de julho de 2022, 16 milhões de pessoas já haviam visto a série.